# Tomoko Konno
Pour les articles homonymes, voir Konno.
Tomoko Konno (今野登茂子, Konno Tomoko, née le 15 juillet 1965) est une claviériste et compositrice de J-pop japonaise, ex claviériste du groupe PRINCESS PRINCESS de 1983 à 1996. Elle débute parallèlement une carrière en solo en 1994.

## Discographie

### Singles
- 24hours　(1994.4.1)
- BLACK CHRISTMAS　(1994.12.1)
- 愛してる　(1996.10.2)
- 麦わら帽子　(1997.4.23)
- 寄り道　(1997.8.21)
- ウリズンの風　(1999.23)

### Albums
- 24hours　(1994.4.1)
- Torch　(1996.12.24)
- Prime of Life　(1997.9.26)
- Chloë (クロエ?) (bande originale de film)　(2002.5.8)

## Musiques de film
- 2001 : Chloé (クロエ, Kuroe?) de Gō Rijū (ja)